# Бронішув (Любуське воєводство)
Бронішув (пол. Broniszów, нім. Brunzelwaldau) — село в Польщі, у гміні Кожухув Новосольського повіту Любуського воєводства.
Населення — 392 особи (2011).
У 1975-1998 роках село належало до Зеленогурського воєводства.

## Демографія
Демографічна структура станом на 31 березня 2011 року:
|          | Загалом | Допрацездатний вік | Працездатний вік | Постпрацездатний вік |
| -------- | ------- | ------------------ | ---------------- | -------------------- |
| Чоловіки | 197     | 56                 | 128              | 13                   |
| Жінки    | 195     | 39                 | 120              | 36                   |
| Разом    | 392     | 95                 | 248              | 49                   |